# Pichisermollodes crenatopinnata
Pichisermollodes crenatopinnata là một loài dương xỉ trong họ Polypodiaceae. Loài này được C.B. Clarke Fraser-Jenk. mô tả khoa học đầu tiên năm 2009.